# اليمنيون في بريطانيا

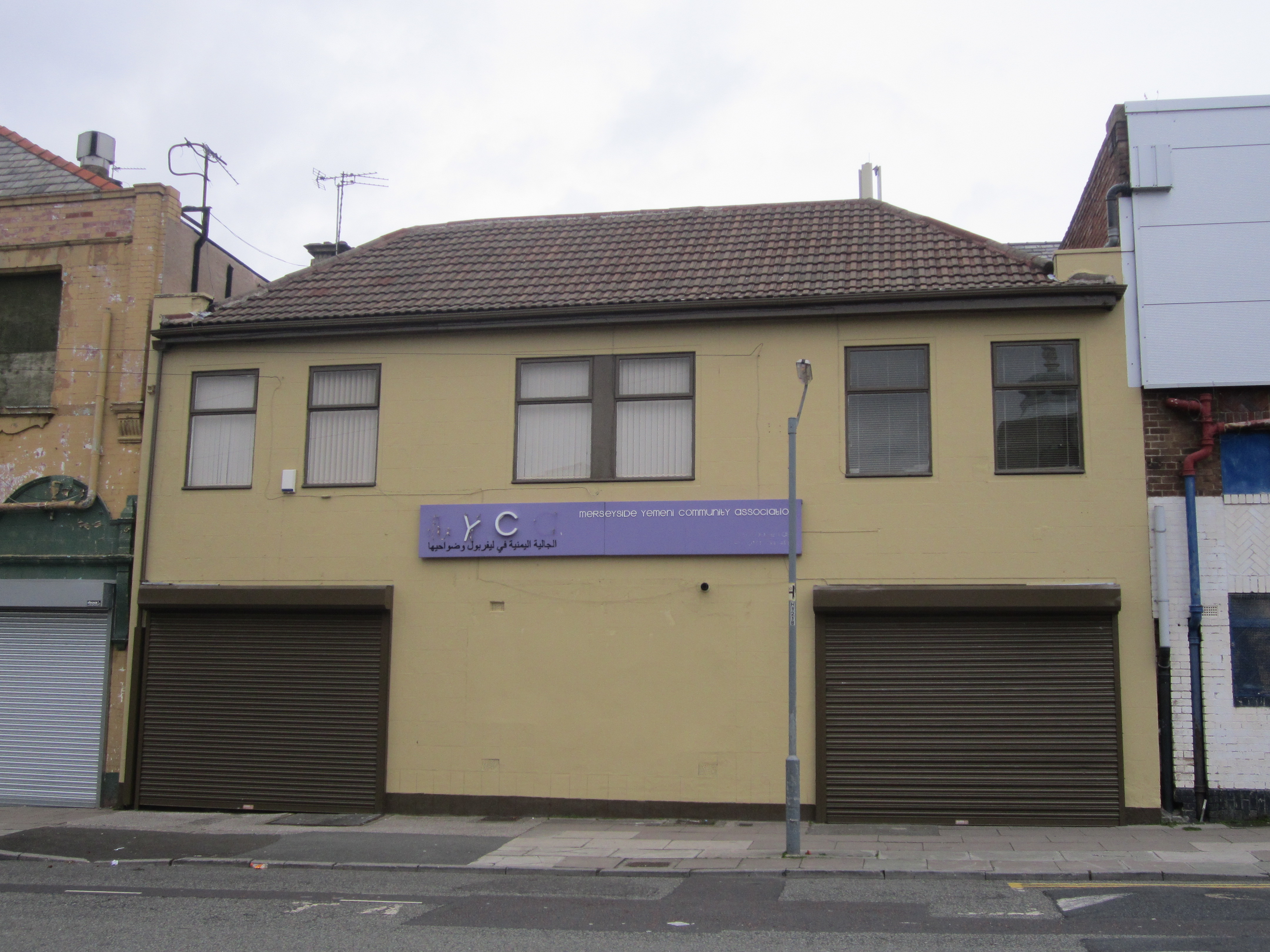
مركز اجتماعي للجالية اليمنية في ليفربول

الجالية اليمنية في بريطانيا تتركز في العاصمة لندن ومدن أخرى كشيفيلد وليفربول.
الجالية اليمنية في مدينة برمنجهام البريطانية